# Europsko prvenstvo u australskom nogometu
Europska prvenstva u australskom nogometu za muškarce se održavaju od 2005. Od 2. prvenstva se održavaju svake godine.

## Rezultati prvenstava
| Godina | Domaćin           | Zlato    | Srebro     | Bronca     |
| ------ | ----------------- | -------- | ---------- | ---------- |
| 2011.  | (domaćin)         | (prvi)   | (drugi)    | (treći)    |
| 2010.  | Milano, Italija   | Hrvatska | Nizozemska | Irska      |
| 2009.  | Samobor, Hrvatska | Engleska | Nizozemska | Hrvatska   |
| 2008.  | Prag, Češka       | Engleska | Hrvatska   | Njemačka   |
| 2007.  | Hamburg, Njemačka | Švedska  | Njemačka   | Engleska   |
| 2005.  | London, Engleska  | Belgija  | Švedska    | Nizozemska |

## Vječna ljestvica osvajača odličja
Po stanju nakon EP-a 2010.
| Država     | Zlato | Srebro | Bronca | Ukupno |
| ---------- | ----- | ------ | ------ | ------ |
| Engleska   | 2     | 0      | 1      | 3      |
| Hrvatska   | 1     | 1      | 1      | 3      |
| Švedska    | 1     | 1      | 0      | 2      |
| Belgija    | 1     | 0      | 0      | 1      |
| Nizozemska | 0     | 2      | 1      | 3      |
| Njemačka   | 0     | 1      | 1      | 2      |
| Irska      | 0     | 0      | 1      | 1      |

## Zanimljivosti
Na ovim EP-ima su kao sudionici sudjelovali katalonska reprezentacija, reprezentacija "EU Crusaders", sastav sastavljen od igrača iz nekoliko europskih zemalja koji je zamijenili Wales i Španjolsku koji su bili odustali.

## Vanjske poveznice
- (engl.) Aussie Rules Europe
- (engl.) Službene stranice EP-a 2009.  Arhivirana inačica izvorne stranice od 24. lipnja 2010. (Wayback Machine)
- (engl.) Službene stranice EP-a 2010.